# Symbole der Woiwodschaft Schlesien

Wappen

Zu den Symbolen der Woiwodschaft Schlesien gehören ein Wappen, eine Flagge und ein Logo.

## Wappen
Das Wappen der Woiwodschaft Schlesien stellt einen goldenen Adler ohne Krone auf blauem Hintergrund dar. Der Adler blickt nach rechts. Das Wappen wurde am 11. April 2001 angenommen und orientiert sich am historischen Wappen Oberschlesiens.
Ein Wappen in ähnlicher Form wurde bereits in der Autonomen Woiwodschaft Schlesien verwendet.

## Flagge

Flagge

Die Flagge der Woiwodschaft Schlesien besteht aus drei horizontalen Streifen. Die Farbgebung beruht auf Grundlage des Wappens.
Die beiden blauen Streifen nehmen jeweils zwei Fünftel der Flagge ein, der goldene mittlere Streifen nimmt ein Fünftel der Flagge ein. Das Seitenverhältnis der Flagge ist 5:8.
Die Flagge wurde am 11. April 2001 angenommen.
Die historische Flagge Oberschlesiens besteht aus zwei gleich großen horizontalen Streifen. Der obere Streifen ist golden, der untere blau.
| Farbe | Pantone | CMYK       | RGB (Hex) | RGB (Farbe) |
| ----- | ------- | ---------- | --------- | ----------- |
| Blau  | 2728    | 100-60-0-0 | 30 44 B5  |             |
| Gold  | 116     | 0-20-100-0 | FC D1 16  |             |

## Logo

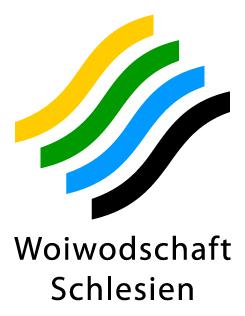
Logo

Das Logo setzt sich aus einer Grafik und dem Schriftzug mit dem Namen der Woiwodschaft zusammen, was in mehreren Sprachen (polnisch, deutsch, englisch, französisch oder russisch) erfolgen kann. Die Grafik besteht aus vier gleichen Wellen, die ein S darstellen, jeweils eine Welle ist gelb, grün, blau und schwarz (Grundform). Das Logo ist sehr flexibel und kann auch einfarbig (monochrom), zweifarbig in gold mit blauem Hintergrund oder in weiß mit gelbem, grünem, blauem oder schwarzem Hintergrund dargestellt werden. Zudem können Nebenelemente hinzugefügt werden.
Für den Schriftzug wird die Schriftart „Myriad“ verwendet.
Das Logo ist das älteste Symbol der neuen Woiwodschaft.